# Condicionamiento clásico

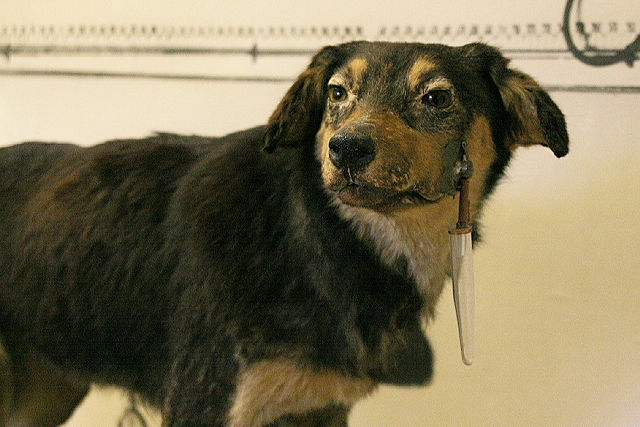
Perro pavloviano

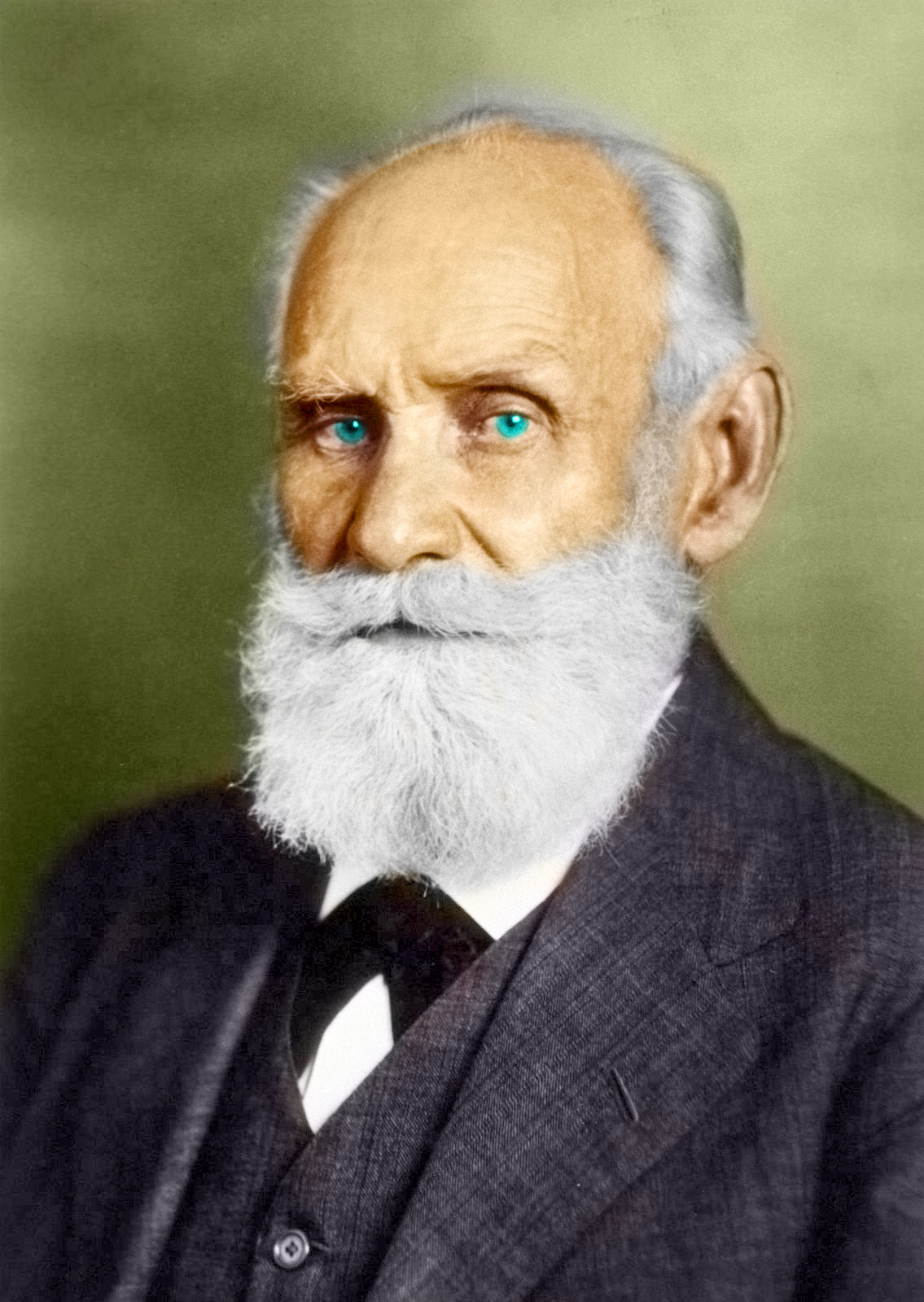
Iván Petróvich Pávlov

El condicionamiento clásico, también llamado condicionamiento pavloviano, condicionamiento respondiente,  modelo estímulo-respuesta o aprendizaje por asociaciones (E-E), es un tipo de aprendizaje asociativo que fue demostrado por primera vez por Iván Pávlov. Este autor ideó unos experimentos con perros que son la base del condicionamiento clásico. Se dio cuenta de que  al ponerle la comida al perro, este salivaba. Cada vez que le pusiera la comida, Pávlov hacía sonar una campana, de modo que, cuando el perro la escuchaba, asociaba ese sonido con la comida y salivaba. Así, el perro estaba dando una respuesta (en este caso, la salivación) a un estímulo (la campana). La próxima vez que escuchara la campana, independientemente de si iba unida a la comida, empezaría a salivar. 
La forma más simple de condicionamiento clásico recuerda lo que Aristóteles llamaría la ley de contigüidad. En esencia, el filósofo dijo «Cuando dos cosas suelen ocurrir juntas, la aparición de una traerá la otra a la mente». A pesar de que la ley de la contigüidad es uno de los axiomas primordiales de la teoría del condicionamiento clásico, la explicación al fenómeno dada por estos teóricos difiere radicalmente de la expuesta por Aristóteles, ya que ponen especial énfasis en no hacer alusión alguna a conceptos como «mente». Esto es, todos aquellos conceptos no medibles, cuantificables y directamente observables. Además, resulta más preciso afirmar que más que la mera contigüidad temporal, es la relación de dependencia entre la presentación entre el primero y el segundo estímulo lo que dispone las condiciones en las que ocurre el condicionamiento.
El interés inicial de Pavlov era estudiar la fisiología digestiva, lo cual hizo en perros y le valió un Premio Nobel en 1904. En el proceso, diseñó el esquema del condicionamiento clásico a partir de sus observaciones:
En -------> Rn
EI -------> RI
Ambas líneas del esquema muestran relaciones no condicionales o no aprendidas. La primera representa la relación entre un estímulo, que aunque evoca la respuesta típica de la especie ante él (por ejemplo orientarse hacia la fuente de un sonido), podemos considerar como neutral respecto a la respuesta que estamos intentando condicionar (por ejemplo la salivación). La segunda línea representa la relación natural, no aprendida o incondicionada entre otro estímulo (EI = Estímulo incondicionado o natural) y la respuesta a este (RI = Respuesta incondicionada o natural). Los perros salivan (RI) naturalmente ante la presencia de comida (EI). 
EC -------> RC
EI -------> RI
Sin embargo, en virtud de la relación de dependencia que se establece entre la presentación de ambos estímulos, de manera que uno funcione consistentemente como condición de la presencia de otro, es posible que otro estímulo pase a evocar también la RI, aunque antes no lo hiciera. Por ejemplo, la presencia del sonido de una campana unos segundos antes de la presentación de la comida: después de algunos pocos ensayos, el ruido de la campana evocaría confiablemente y por sí solo la respuesta de salivación, además de seguir evocando la respuesta de orientación ante el sonido. La campana funciona ahora como un estímulo condicionado que produce una respuesta condicionada. La prueba de que el condicionamiento se ha llevado a cabo consiste en presentar sólo el estímulo condicionado (EC), sin el estímulo incondicionado (EI), observando que la respuesta condicionada (RC) se produce de manera consistente, siempre y cuando se siga presentando, aunque sea de manera ocasional, la presentación del estímulo incondicionado enseguida del estímulo condicionado.
EC -------> RC
El original y más célebre ejemplo de condicionamiento clásico involucraba el condicionamiento salivario de los perros de Pavlov. Durante sus investigaciones sobre la fisiología de la digestión en los perros, Pavlov notó que, en vez de simplemente salivar al presentarle una ración de carne en polvo (una respuesta innata al alimento que el llamaba la respuesta incondicionada), los perros comenzaban a salivar en presencia del técnico de laboratorio que normalmente los alimentaba. Pavlov llamó a estas secreciones psíquicas. De esta observación, predijo que, si un estímulo particular estaba presente cuando al perro se le proporcionara su ración de alimento, entonces este estímulo se asociaría al alimento y provocaría salivación por sí mismo. En su experimento inicial, Pavlov utilizó un metrónomo (a 100 golpes por minuto, aunque popularmente se cree que utilizó una campana) para llamar a los perros a comer, y, después de varias repeticiones, los perros comenzaron a salivar en respuesta al metrónomo (aparato que utilizan los músicos para marcar el ritmo).

## Fenómenos asociados
La persistencia del reflejo condicionado depende de la presentación concurrente de sus elementos. Si se deja de presentar el EI después del EC, finalmente la RC desaparece, fenómeno que se conoce como extinción. Después de que se ha completado este proceso, la respuesta condicionada podría reaparecer sin que se vuelvan a presentar los elementos conjuntamente, lo que se conoce como recuperación espontánea. Finalmente la respuesta condicionada ya no se presenta ante el estímulo condicionado, de manera que respecto a este vuelve a funcionar como un estímulo neutro (EN).
EC -------> No RC
Es decir:
En -------> Rn
Las propiedades formales de los estímulos pueden desempeñar un papel importante en el proceso de condicionamiento clásico. La RC puede aparecer en presencia de estímulos que no fueron originalmente EC, pero que comparten algunas características con ellos. Por ejemplo, si el EC es un sonido de campana, la RC podría aparecer también ante un timbre, el tic-tac de un reloj u otros ruidos, lo cual se conoce como generalización de estímulos. Al fenómeno opuesto, por el cual la respuesta condicional se va produciendo ante estímulos de características cada vez más específicas se le conoce como discriminación de estímulos. Un experimento clásico de este fenómeno describe cómo unas palomas eran entrenadas para responder ante la exposición a una frecuencia determinada de sonido, siendo capaces de omitir la respuesta ante variaciones mínimas en esta frecuencia.
Un EC puede en ocasiones funcionar como un EI en un proceso de condicionamiento, de modo que un nuevo estímulo neutro puede funcionar como EC (EC2) asociándose con un primer EC (EC1):
EI ----------> fI
|
EC1 ---------> fC
|
EC2 ---------> fC
Este fenómeno se conoce como condicionamiento de segundo orden. Aparentemente se han documentado casos de condicionamientos hasta de tercer orden, pero son muy difíciles de lograr y mantener.

## Evidencia empírica en humanos
Los estudios de condicionamiento clásico en seres humanos han desatado una gran controversia en lo relativo a hasta qué punto son generalizables a los seres humanos las conclusiones obtenidas en los experimentos realizados con otros animales. John B. Watson y Rosalie Rayner demostraron que el proceso de condicionamiento pavloviano podía usarse en humanos y que probablemente constituía una fuente importante de nuestra experiencia, en lo que ha sido llamado el experimento del pequeño Albert. En tiempos más recientes se han identificado procesos de condicionamiento clásico en humanos como:
- Condicionamiento aversivo al sabor.
- Náusea condicional (en quimioterapia, por ejemplo).
- Condicionamiento de parpadeo o palpebral.
- Condicionamiento de reflejo rotuliano.
- Fobias.

## Condicionamiento clásico inhibitorio
Se  aprende    a  retener  o inhibir la respuesta condicionada. Un estímulo inhibitorio (estímulo condicionado) señala la ausencia del estímulo incondicionado, por lo que se inhibe la respuesta condicionada.

## Condicionamiento  de  Segundo  Orden
Es una forma de adquisición que consiste en que un nuevo estímulo neutro puede convertirse en un estímulo condicionado, si se asocia a un estímulo condicionado. 
Por ejemplo, en el condicionamiento de la salivación de Pavlov, si se asocia una luz al sonido, con el tiempo la luz también por sí misma podrá desencadenar la respuesta de salivación, aunque con menor intensidad. 
Es un condicionamiento que se produce en la adquisición de fobias. Por ejemplo  si algo nos asusta mucho, por un condicionamiento anterior (avión, perro, incidente…), un sonido, un aroma o una visión que se asocie a esa situación provocará inquietud y temor, aunque no tan intenso.